# Canis Minor
Cão Menor, (C Mi) chamado também de Canis Minor, é uma pequena constelação do hemisfério celestial norte, "espremida" entre o equador celeste e a eclíptica. O genitivo, usado para formar nomes de estrelas, é Canis Minoris. Procyon é a estrela mais brilhante.
As constelações vizinhas, segundo as fronteiras modernas, são Câncer, Gêmeos, Unicórnio e Hidra.